# W Muscae
W Muscae är en pulserande variabel av Mira Ceti-typ i stjärnbilden Flugan.
Stjärnan varierar mellan visuell magnitud +12,3 och mindre än 14,3 med en period av 240,8 dygn.